# Trataka
Trataka é um termo sânscrito (em devanagari त्राटक), que significa fixar o olhar.
É um exercício utilizado no yoga para limpar e tonificar os músculos dos nervos ópticos, assim como descansar à vista.  Desenvolve a força de vontade e a intuição e favorece a meditação.  Basicamente, os diferentes tipos de tratakas consistem em fixar o olhar em um ponto ou fazer certos movimentos de rotação, alongando músculos e nervos ópticos. Neste sentido, podemos dizer que os tratakas são kriyas feitos com os olhos.  Existem três categorias de tratakas
O trataka beneficia a saúde dos olhos, aumenta a força de vontade, desperta a clarividência (divya-drishti), estimula o ajna chakra e constitui uma excelente preparação para 
outras técnicas do yoga.
Trataka é um sadhaka para desenvolver poderes psionicos.

## Categorias de tratakas
Bahiranga trataka, exercício externo, que inclui a fixação do olhar em algum pequeno objeto, uma forma geométrica, um símbolo ou a chama de uma vela, sem piscar, até lacrimejar intensamente.  Contemplar o céu deixando o olhar aprofundar-se infinitamente no azul, nas ondas do mar, nas folhagens de paisagem campestre, a lua ou as estrelas.
Antaranga trataka é um exercício interno, que envolve a visualização.  Imagine-se um objeto, um símbolo ou um yantra dentro da sua cabeça, na altura do encontro das sobrancelhas. O objetivo é que a forma imaginada seja tão clara, quando se olha para esse mesmo objeto com os olhos abertos.
Antarbahiranga trataka, combina  os outros dois, que se fazem de forma alternada.  Esses exercícios. podem ser feitos a qualquer momento do dia.  

## História
O primeiro tratado sobre trataka foi Hatha-Ratna-Avali (1.25), ele é também um dos seis atos (shat-karma) descritos no Gheranda Samhita (1.53). 
As primeiras descrições sobre trataka, fazem referência em usar uma lamparina com oleo de castor, pois o mesmo produz um brilho e luminosidade especiais.
Os dez sentidos (karmendriyas e jnanendriyas) de acordo com os pancha-bhutas, se baseiam nos cinco elementos. O olho em particular funciona como o elemento fogo.  O Fogo produz duas energias, chamadas luz e calor. Pela luz a figura é manifestada, e pelo calor a forma é manifestada. Figura e forma criam a aparencia do objeto. Este é o controle adhibhautika da visão.

## A pratica e cuidados
No primeiro estagio da pratica, o yogi fixa sua atenção no simbolo ou yantra, o simbolo "om" por exemplo, focando a atenção a cada pensamento ou sentimento que venham a surgir, e se afastando deles, assim a mente é completamente absorvida pelo simbolo. A pratica continua até os olhos lacrimejarem, ao ponto deles se fecharem, e relaxarem.
O segundo estagio é iniciado com uma chama de vela. O praticante executa o mesmo ritual inicialmente por 15 minutos, e em outro dia aumentando esse tempo até os olhos lacrimejarem, após os olhos se fecharem, e o yogi tenta manter a concentração na imagem mental da chama, e mantém a mesma no pensamento tanto quanto o possível. A principio, ela será uma imagem real, mais tarde, ela somente existira nos olhos da mente, e o exercício está na concentração.
Nunca pratique o trataka olhando diretamente para o sol. 
Trataka feito sobre o Sol ou na sua imagem refletda no espelho é extremamente poderoso, mas sem assistencia de um profissional da área e perigoso e pode cegar.